# Holocalyx balansae
Holocalyx balansae är en ärtväxtart som beskrevs av Marc Micheli. Holocalyx balansae ingår i släktet Holocalyx och familjen ärtväxter. Inga underarter finns listade i Catalogue of Life.